# Viktor Szilágyi
Viktor Szilágyi [ˈviktor ˈsilaːɟi] (* 16. September 1978 in Budapest) ist ein ehemaliger österreichischer Handballspieler ungarischer Herkunft. Seit 2019 ist er Geschäftsführer des deutschen Rekordmeisters THW Kiel.

## Karriere

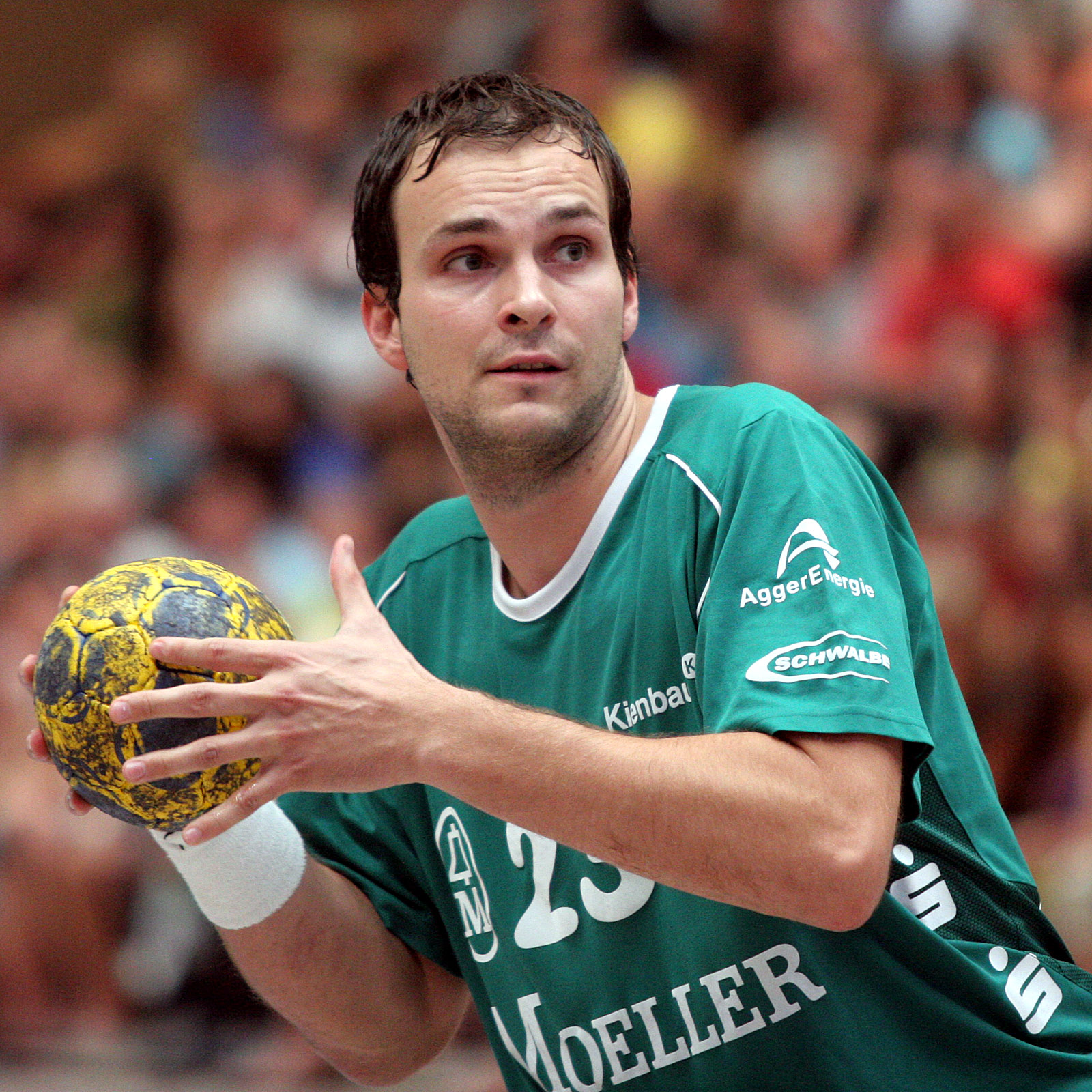
Viktor Szilágyi

Im Alter von sieben Jahren hielt Szilágyi bei Union St. Pölten in Österreich das erste Mal einen Handball zwischen den Händen. Sein Vater István Szilágyi ist 214-facher ungarischer Nationalspieler und war bis Sommer 2013 Trainer des österreichischen Erstligisten UHK Krems.
Szilágyi spielte in der Handball-Bundesliga unter anderem für TSV Bayer Dormagen und den TUSEM Essen. Nach der Lizenzverweigerung für Essen kam er vor der Saison 2005/06 zum THW Kiel, wo er jedoch aufgrund langwieriger Verletzungen kaum zum Einsatz kam. Von der Saison 2008/09 bis 2009/10 spielte Szilágyi beim VfL Gummersbach. Am 21. Dezember 2007 unterschrieb er den Vertrag bei den Oberbergischen.
Ab der Saison 2010/11 spielte Szilágyi für die SG Flensburg-Handewitt. Im Sommer 2012 wechselte er zum damaligen Zweitligisten Bergischer HC, mit dem er 2013 in die erste Liga aufstieg. Nach der Saison 2015/16 beendete Szilágyi seine Karriere und übernahm beim Bergischen HC das Amt des Sportlichen Leiters. Aufgrund der personellen und sportlichen Situation beim BHC gab er am 24. September 2016 sein Comeback und sollte bis Saisonende fest im Kader stehen. Eine schwere Verletzung am 15. Februar in der Partie gegen die Füchse Berlin – Szilagyi riss sich unter anderem das vordere und hintere Kreuzband – beendete seine Karriere jedoch vorzeitig. Sein Amt übernahm währenddessen vorrangig Beirat Jörg Föste. Ab dem 1. Januar 2018 war er beim THW Kiel als Sportlicher Leiter tätig. Ein Jahr später übernahm Szilágyi das Amt des Geschäftsführers beim THW.
Sein Debüt in der österreichischen Nationalmannschaft gab Szilágyi am 16. Februar 1998 gegen Litauen. Innerhalb von 18 Jahren war er bis April 2016 in 200 Länderspielen mit von der Partie, darunter bei der Europameisterschaft 2014.
Viktor Szilágyi war offensiv vor allem wegen seiner Schlagwürfe gefürchtet. In Solingen wurde er zum Sportler des Jahres 2016 gewählt.

## Familie
Szilágyi ist verheiratet und hat zwei Söhne. Sein ältester Sohn Ben spielt ebenfalls Handball und debütierte im April 2024 beim THW Kiel in der Bundesliga.

## Erfolge
- TUSEM Essen
  - EHF-Pokalsieger 2005
- THW Kiel
  - Deutscher Meister 2006, 2007 und 2008
  - DHB-Pokalsieger 2007 und 2008
  - Supercup-Sieger 2005 und 2007
  - Champions-League-Sieger 2007
  - EHF-Champions-Trophy-Sieger 2007
- VfL Gummersbach
  - EHF-Pokal 2009
  - Europapokalsieger der Pokalsieger 2010
- SG Flensburg-Handewitt
  - Europapokalsieger der Pokalsieger 2012
- Auszeichnungen
  - Österreichs Handballer des Jahres 2000

## Bundesligabilanz
| Saison    | Liga    | Verein                 | Spiele | Tore | 7-Meter | Feldtore |
| --------- | ------- | ---------------------- | ------ | ---- | ------- | -------- |
| 2000/01   | 1. Liga | TSV Bayer Dormagen     | 022    | 0087 | 15      | 0072     |
| 2001/02   | 1. Liga | TUSEM Essen            | 034    | 0113 | 34      | 0079     |
| 2002/03   | 1. Liga | TUSEM Essen            | 034    | 0085 | 0       | 0085     |
| 2003/04   | 1. Liga | TUSEM Essen            | 025    | 0096 | 02      | 0094     |
| 2004/05   | 1. Liga | TUSEM Essen            | 034    | 0137 | 03      | 0134     |
| 2005/06   | 1. Liga | THW Kiel               | 024    | 0087 | 0       | 0087     |
| 2006/07   | 1. Liga | THW Kiel               | 006    | 0005 | 0       | 0005     |
| 2007/08   | 1. Liga | THW Kiel               | 030    | 0026 | 02      | 0024     |
| 2008/09   | 1. Liga | VfL Gummersbach        | 026    | 0085 | 15      | 0070     |
| 2009/10   | 1. Liga | VfL Gummersbach        | 033    | 0146 | 0       | 0146     |
| 2010/11   | 1. Liga | SG Flensburg-Handewitt | 033    | 0079 | 04      | 0075     |
| 2011/12   | 1. Liga | SG Flensburg-Handewitt | 027    | 0056 | 01      | 0055     |
| 2012/13   | 2. Liga | Bergischer HC          | 036    | 0150 | 07      | 0143     |
| 2013/14   | 1. Liga | Bergischer HC          | 034    | 0147 | 06      | 0141     |
| 2000–2014 |         | gesamt                 | 398    | 1299 | 89      | 1210     |